# 椎原川
椎原川（しいばがわ、しいばるがわ）は、福岡県福岡市早良区を流れる河川であり、室見川水系に属する支流の一つである。水源は椎原地区の山間部に発し、南東方向へ流下しながら早良区内を通過し、室見川本流に合流する。

## 地理
椎原川は、早良区西部の椎原地区の山間部に水源を持ちつ。流域には中小規模の住宅地や農地、山林が混在しており、都市周縁部における典型的な地形と土地利用を示している。河川の延長は比較的短く、支流も少ない。

## 水系
椎原川は、室見川水系に属する支流の一つであり、室見川本流とは早良区内野辺りで合流する。室見川は博多湾へと注ぐ河川であるため、椎原川も最終的には博多湾へと連なる水系に含まれる。

## 生物
上流には、チクシブチサンショウウオなどの生物が生息している。